# 紐埃島異齒䲁
紐埃島異齒䲁（學名：Ecsenius niue），又稱紐埃島無鬚䲁，為輻鰭魚綱鳚形目䲁科異齒䲁屬的一種，分布於中太平洋東部紐埃海域，深度5至13公尺，本魚體延長，稍側扁，似圓柱狀；頭鈍短。前鼻孔具一鼻鬚；無眼上鬚及頸鬚，後犬齒，兩側各一個，側線無垂直孔對，體具有六對垂直的黑斑，這些黑斑位於第一節背鰭條基部的垂直線後方，並且最後面的一對黑斑向後延長並逐漸變細到尾鰭基部，背鰭硬棘12枚、背鰭軟條13-14枚、臀鰭硬棘2枚、臀鰭軟條15-16枚，體長可達3.1公分，棲息在水淺的珊瑚礁，以藻類為食，雌魚產附著性卵，雄魚有護卵行為，幼魚為浮游性，生活習性不明。